# Đường cao tốc Hồng Ngự – Trà Vinh
Đường cao tốc Hồng Ngự – Trà Vinh (ký hiệu toàn tuyến là CT.36) là tuyến đường cao tốc đường bộ thuộc khu vực đồng bằng sông Cửu Long với tổng chiều dài 188 km, đi qua địa bàn hai tỉnh Đồng Tháp và Vĩnh Long.

## Thông tin tuyến đường

### Đoạn Hồng Ngự – Cao Lãnh

#### Vị trí
Tuyến đường có chiều dài 68 km, điểm đầu tại cửa khẩu Dinh Bà thuộc huyện Tân Hồng, tỉnh Đồng Tháp, điểm cuối tiếp giáp đoạn Cao Lãnh – An Hữu tại huyện Cao Lãnh, tỉnh Đồng Tháp.

#### Xây dựng
Tuyến cao tốc này dự kiến được khởi công xây dựng trước năm 2030.

### Đoạn Cao Lãnh – An Hữu

#### Vị trí
Tuyến đường có chiều dài 27,4 km, điểm đầu tại huyện Cao Lãnh, tỉnh Đồng Tháp và điểm cuối tại nút giao An Hữu thuộc huyện Cái Bè, tỉnh Tiền Giang nằm trên đường cao tốc Bắc – Nam phía Đông. Trong đó đoạn qua Đồng Tháp dài khoảng 18,2 km và đoạn qua tỉnh Tiền Giang dài khoảng 9,23 km,

#### Thiết kế
Quy mô mặt cắt ngang giai đoạn hoàn chỉnh đạt tiêu chuẩn đường cao tốc 4 làn xe. Mặt cắt ngang giai đoạn 1 phân kỳ đầu tư quy mô 4 làn xe không có làn dừng khẩn cấp, bố trí điểm dừng khẩn cấp cách nhau từ 4 – 5 km/1 điểm; bề rộng nền đường 17m, vận tốc khai thác từ 80 – 90 km/h.

#### Xây dựng
Dự án có tổng mức đầu tư 5.886 tỉ đồng và được chia làm 2 dự án thành phần, dự án thành phần 1 có chiều dài 16 km đi qua địa bàn Đồng Tháp, có tổng mức đầu tư hơn 3.600 tỉ đồng. Dự án thành phần 2 dài 11,4 km nằm trên địa phận các tỉnh Tiền Giang và Đồng Tháp với mức đầu tư trên 2.200 tỉ đồng.
Tuyến cao tốc Cao Lãnh – An Hữu chính thức khởi công xây dựng vào ngày 25 tháng 6 năm 2023 và dự kiến hoàn thành vào tháng 12 năm 2025.

### Đoạn An Hữu – Định An

#### Vị trí
Tuyến đường có chiều dài 90 km, điểm đầu tại nút giao An Hữu thuộc huyện Cái Bè, tỉnh Tiền Giang, điểm cuối tiếp giáp quốc lộ 53 tại huyện Duyên Hải, tỉnh Trà Vinh. Trong đó đoạn đi qua Tiền Giang dài 6 km, đoạn đi qua Đồng Tháp dài 2 km, đoạn đi qua Vĩnh Long dài 35 km và đoạn đi qua Trà Vinh dài 47 km. Tuyến đi trùng với đường cao tốc Bắc – Nam phía Đông qua cầu Mỹ Thuận 2.

#### Xây dựng
Tuyến cao tốc này dự kiến được khởi công xây dựng trước năm 2030.

## Chi tiết tuyến đường

### Làn xe
- Cao Lãnh – An Hữu: 4 làn xe, có điểm dừng khẩn cấp

### Chiều dài
- Hồng Ngự – Cao Lãnh: 68 km
- Cao Lãnh – An Hữu: 27 km
- An Hữu – Định An: 90 km

### Tốc độ giới hạn
- Cao Lãnh – An Hữu: Tối đa: 80 – 90 km/h, Tối thiểu: 60 km/h

## Lộ trình chi tiết
- IC : Nút giao, JCT : Điểm lên xuống, SA : Khu vực dịch vụ (Trạm dừng nghỉ), TN : Hầm đường bộ, TG : Trạm thu phí, BR : Cầu
- Đơn vị đo khoảng cách là km.

### Đoạn Cao Lãnh – An Hữu
| Số                                                                            | Tên                                                     | Khoảng cách từ đầu tuyến                                | Kết nối                                                 | Ghi chú                                                 | Vị trí                                                  | Vị trí                                                  |
| Kết nối trực tiếp với Đường cao tốc Hồng Ngự – Cao Lãnh                       | Kết nối trực tiếp với Đường cao tốc Hồng Ngự – Cao Lãnh | Kết nối trực tiếp với Đường cao tốc Hồng Ngự – Cao Lãnh | Kết nối trực tiếp với Đường cao tốc Hồng Ngự – Cao Lãnh | Kết nối trực tiếp với Đường cao tốc Hồng Ngự – Cao Lãnh | Kết nối trực tiếp với Đường cao tốc Hồng Ngự – Cao Lãnh | Kết nối trực tiếp với Đường cao tốc Hồng Ngự – Cao Lãnh |
| ----------------------------------------------------------------------------- | ------------------------------------------------------- | ------------------------------------------------------- | ------------------------------------------------------- | ------------------------------------------------------- | ------------------------------------------------------- | ------------------------------------------------------- |
| 1                                                                             | IC CT.02                                                | 0.0                                                     | Đường cao tốc Mỹ An – Cao Lãnh                          | Đang thi công                                           | Đồng Tháp                                               | Huyện Cao Lãnh                                          |
| 2                                                                             | IC Đường tỉnh 847                                       | 2.1                                                     | Đường tỉnh 847                                          | Đang thi công                                           | Đồng Tháp                                               | Huyện Cao Lãnh                                          |
| 3                                                                             | IC Đường tỉnh 850                                       | 18.2                                                    | Đường tỉnh 850                                          | Đang thi công                                           | Đồng Tháp                                               | Huyện Cao Lãnh                                          |
| 4                                                                             | IC An Hữu                                               | 27.4                                                    | Đường cao tốc Trung Lương – Mỹ Thuận                    | Đang thi công                                           | Tiền Giang                                              | Cái Bè                                                  |
| Kết nối trực tiếp với Đường cao tốc An Hữu – Định An thông qua Cầu Mỹ Thuận 2 |                                                         |                                                         |                                                         |                                                         |                                                         |                                                         |
| 1.000 mi = 1.609 km; 1.000 km = 0.621 mi                                      |                                                         |                                                         |                                                         |                                                         |                                                         |                                                         |